# Stampershoekpolder

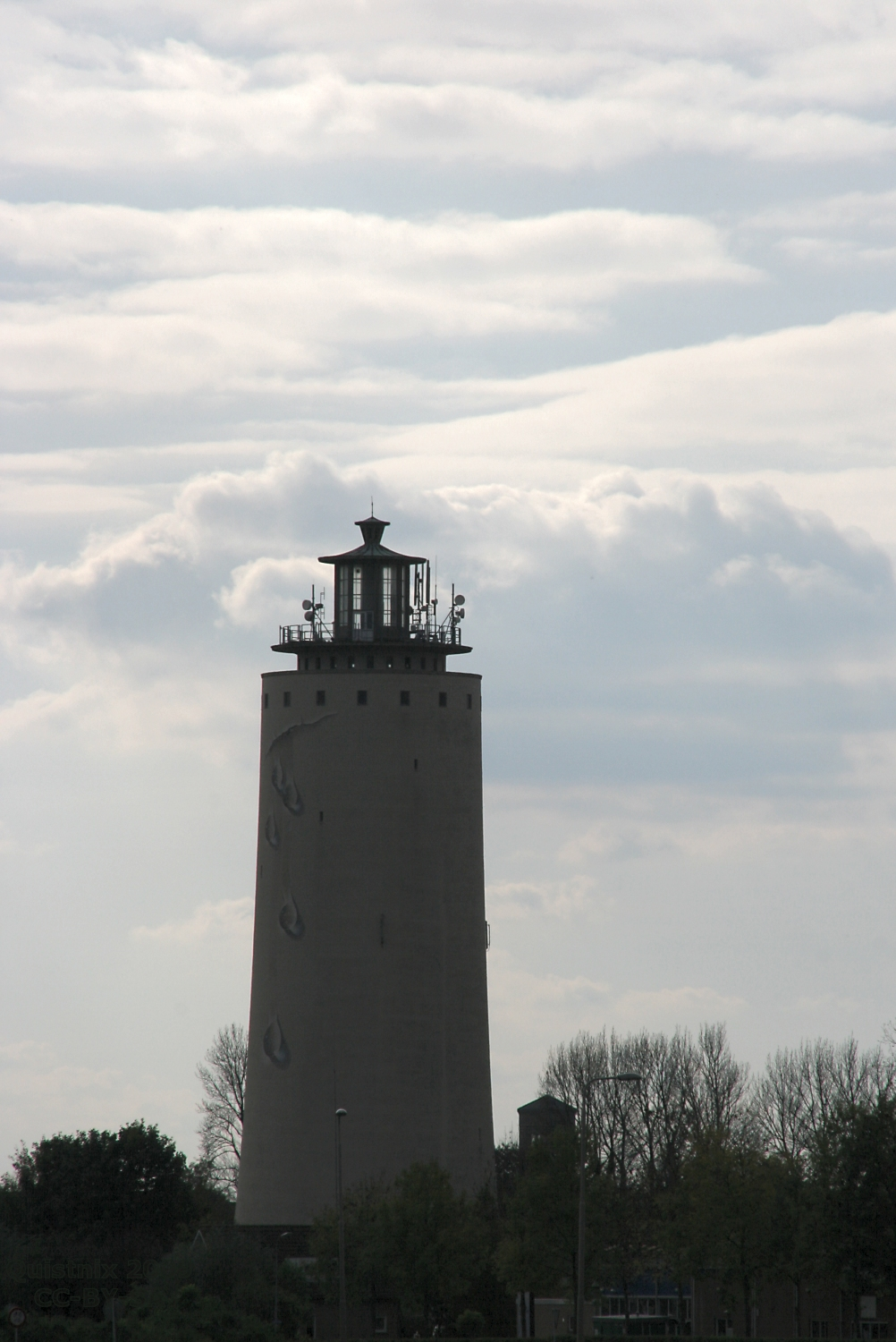
Watertoren van Oostburg

De Stampershoekpolder is een polder ten noordoosten van Oostburg, behorende tot de Oranjepolders.

## Geschiedenis
Opdrachtgever was ene Pieter Pietersen van Gulick. Deze was in 1609 vanuit Almkerk naar de omgeving van Damme verhuisd waar hij zich in 1617 als ingenieur vestigde in de buurtschap Stampershoek. Hij kreeg echter problemen met de (katholieke) geestelijkheid (hij was waarschijnlijk Calvinist) en werd verdreven, waarop hij zich in 1618 te Oostburg vestigde. Ook hier gaf hij enige aanleiding tot conflict, maar werd niettemin een man van aanzien, onder meer door zijn bijdrage aan de verdedigingswerken van Oostburg, en werd opgenomen in het stadsbestuur. In 1633 verwierf hij het octrooi voor de bedijking en in 1634 was de polder een feit. Hij werd vernoemd naar Van Gulick's voormalige woonplaats.

## Geografie
De langgerekte polder wordt begrensd door de 1e Hogendijk (welke is opgeofferd aan een bedrijventerrein), de 2e Hogendijk en de Maaidijk. In de polder bevindt zich een rioolwaterzuiveringsinstallatie, terwijl in de lengterichting van de polder tevens de Tragel loopt.
Het zuidelijke deel van de polder wordt tegenwoordig ingenomen door het bedrijventerrein van Oostburg, terwijl daar ook de opvallende Watertoren is te vinden die vanuit vrijwel geheel West-Zeeuws-Vlaanderen is te zien.